# Sistema de Codificación Facial

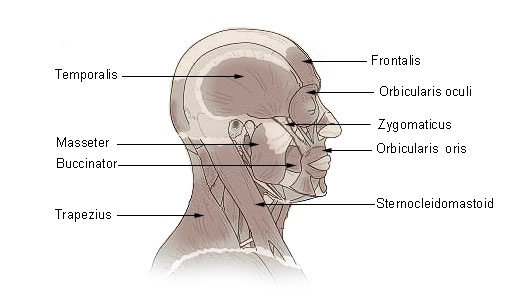
Músculos de cabeza y cuello.

Codificación Facial es un sistema para denominar movimientos faciales humanos por su apariencia en la cara, basado en un sistema desarrollado originalmente por un anatomista sueco llamado Carl- Herman Hjortsjö. Fue tomado después por Paul Ekman y Wallace V. Friesen, y publicado en 1978 Ekman, Friesen, and Joseph C. Hager publicaron una importante actualización de la Programación y Codificación facial en 2002. Los movimientos individuales de los músculos faciales son codificadas por  ' FACS '  desde leves cambios instantáneos en la apariencia facial. Se trata de un estándar común de clasificar sistemáticamente la expresión física de  emociones   , y ha demostrado ser útil para la  psicología   y para la animación. Debido a cuestiones de tiempo y problemas en la percepción subjetiva, la codificación facial (FACS)  se ha establecido como un sistema computarizado automático que detecta los rostros en vídeos , extrae las características geométricas de las caras , y luego produce perfiles temporales de cada movimiento facial.
El pionero F-M Facial Action Coding System 2.0 (F-M FACS 2.0) fue creado en 2017 por el Dr. Freitas-Magalhães, y presenta 2.000 segmentos en 4K, utilizando tecnología 3D y reconocimiento automático y en tiempo real.
El pionero F-M Facial Action Coding System 3.0 (FM FACS 3.0) fue creado en 2018 por el Dr. Freitas-Magalhães, y presenta 4.000 segmentos en 4K, utilizando tecnología 3D y reconocimiento automático y en tiempo real (FaceReader 7.1). FM FACS 3.0 presenta 8 unidades de acción pioneras (AU) y 22 movimientos de lengua (TM) pioneros, además de la nomenclatura funcional y estructural.

## Usos
Utilizando la codificación facial (FACS), diversos codificadores humanos pueden manualmente detectar casi cualquier expresión facial anatómicamente posible , descodificando en las unidades específicas de acción ( UA) y los segmentos temporales que produjeron la expresión. Como las unidades específicas de acción (UA) son independientes de cualquier interpretación, estas pueden ser utilizadas para la toma de decisiones de orden superior incluyendo el reconocimiento de emociones básicas, o los comandos pre-programados para un entorno ambiental inteligente. El Manual de FACS es de más de 500 páginas de extensión y enseña las UA´S, así como la interpretación de Ekman acerca de su significado .
La codificación facial define UA, como una contracción o la relajación de uno o más músculos. También define una serie de descriptores de acción, que se diferencian de las UA debido a que la codificación facial no ha especificado la base muscular para la acción y tienen comportamientos específicos no distinguidos con tanta precisión como lo han hecho por la UA.
Por ejemplo, la codificación facial puede ser utilizada para distinguir dos tipos de sonrisa como se muestra:
- Deshonesta y voluntaria Pan-Am smile: contracción del músculo cigomático mayor.
- Sincera e involuntaria Duchenne smile: contracción del cigomático mayor y la parte inferior del músculo orbicular de los ojos.

Aunque el etiquetado de las expresiones actualmente requiere de expertos entrenados, los investigadores han tenido cierto éxito en el uso de computadoras para identificar automáticamente los códigos faciales, y así identificar rápidamente las emociones.
Modelos faciales computarizados, como CANDIDE  Archivado el 9 de abril de 2011 en Wayback Machine. o Artnatomy  , permiten expresiones artificialmente planteadas mediante el establecimiento de las unidades de acción deseadas.
El uso de FACS se ha propuesto para su uso en el análisis del Trastorno depresivo mayor, y la medición del dolor en pacientes que no pueden expresarse verbalmente.
FACS está diseñado para ser autodirigido. La gente puede aprender la técnica a partir de una serie de fuentes incluyendo los manuales y talleres, y obtener una certificación a través de evaluación. El FACS original ha sido modificado para analizar los movimientos faciales en varios primates no humanos, a saber chimpancés, macacos, gibones, y orangutanes Más recientemente, se ha adaptado para una especie doméstica, el perro
Por lo tanto, FACS se puede utilizar para comparar los repertorios faciales a través de especies debido a su base anatómica. Un estudio realizado por Vick y otros (2006) sugiere que FACS se puede modificar mediante la adopción de las diferencias en la morfología subyacente en cuenta. Tales consideraciones permiten una comparación de los movimientos faciales homólogas presentes en los seres humanos y los chimpancés, para demostrar que las expresiones faciales de ambas especies son el resultado de cambios de apariencia extremadamente notables. El desarrollo de herramientas de FACS para diferentes especies permite el estudio objetivo y anatómico de las expresiones faciales en contextos comunicativos y emocionales. Por otra parte, un análisis transversal de las especies en las expresiones faciales pueden ayudar a responder preguntas interesantes, como por ejemplo por qué las emociones son exclusivamente humanas.
EMFACS, por sus siglas en inglés (Emotional Facial Action Coding System) y FACSAID (Facial Action Coding System Affect Interpretation Dictionary) consideran solo acciones faciales relacionadas con la emoción. Como ejemplo:
| Emoción   | Unidades de acción |
| --------- | ------------------ |
| Felicidad | 6+12               |
| Tristeza  | 1+4+15             |
| Sorpresa  | 1+2+5B+26          |
| Miedo     | 1+2+4+5+7+20+26    |
| Coraje    | 4+5+7+23           |
| Disgusto  | 9+15+16            |
| Desprecio | R12A+R14A          |

## Nomenclatura para unidades de acción
Para mayor claridad, FACS es un índice de las expresiones faciales, pero en realidad no proporciona ninguna información biomecánica sobre el grado de activación del músculo. Aunque la activación del músculo no es parte de FACS, los principales músculos implicados en la expresión facial se han añadido aquí para el beneficio del lector.
Unidades de acción (AUS) son las acciones fundamentales de músculos o grupos individuales de los mismos.
Nominadores de acción son movimientos unitarios que pueden implicar las acciones de varios grupos musculares (por ejemplo, un movimiento hacia adelante empujando de la mandíbula). La base muscular para estas acciones no se ha especificado y comportamientos específicos no han sido distinguidos con la mayor precisión para la UA.
Para anotación más precisa, FACS sugiere acordar a partir de al menos dos codificadores FACS certificados independientes.

### Notación de intensidad
Las intensidades de FACS se anotan añadiendo las letras A-E (para la intensidad mínima-máxima) y números para la unidad de acción (por ejemplo, AU 1A es la traza más débil de AU 1 y AU 1E es la máxima intensidad posible para el gesto facial).
- A Rastro
- B Leve
- C Pronunciado
- D Severo o extremo
- E Máximo

### Lista de Unidades de acción y descripciones de acción (con los músculos faciales subyacentes)

#### Códigos Principales
| Número de acción | Nombre de acción                   |  |
| ---------------- | ---------------------------------- |  |
| 0                | Rostro Neutral                     |  |
| 1                | Levantamiento interior de ceja     |  |
| 2                | Levantamiento exterior de ceja     |  |
| 4                | Bajar cejas                        |  |
| 5                | Levantamiento del párpado superior |  |
| 6                | Levantamiento de mejillas          |  |
| 7                | Apretar párpado(s)                 |  |
| 8                | Labios encimados uno de otro       |  |
| 9                | Arrugar la nariz                   |  |
| 10               | Levantamiento del labio superior   |  |
| 11               | Profundidad nasolabial             |  |
| 12               | Tiramiento labial esquinal         |  |
| 13               | Tiramiento labial frontal          |  |
| 14               | Hoyuelo facial                     |  |
| 15               | Depresión labial esquinal          |  |
| 16               | Depresión labial frontal           |  |
| 17               | Levantamiento de barbilla          |  |
| 18               | Arruga labial                      |  |
| 19               | Muestro de lengua                  |  |
| 20               | Apretar los labios                 |  |
| 21               | Apretamiento de cuello             |  |
| 22               | Embudo labial                      |  |
| 23               | Morder labios                      |  |
| 24               | Presión Labial                     |  |
| 25               | Deslizamiento labial               |  |
| 26               | Caída de la mandíbula              |  |
| 27               | Apretamiento bucal                 |  |
| 28               | Lamido labial                      |  |
| 29               | Tracción de la mandíbula           |  |
| 30               | Deslizamiento de mandíbula         |  |
| 31               | Contracción mandibular             |  |
| 32               | Mordida labial                     |  |
| 33               | Succión de mejillas                |  |
| 34               | Inflar mejillas                    |  |
| 35               | Soplido de mejillas                |  |
| 36               | Protuberancia de lengua            |  |
| 37               | Limpieza labial                    |  |
| 38               | Dilatado nasal                     |  |
| 39               | Compresión nasal                   |  |
| 41               | Bajada de párpados                 |  |
| 42               | Contracción retinal                |  |
| 43               | Ojos cerrados                      |  |
| 44               | Recolector retinal                 |  |
| 45               | Parpadeo                           |  |
| 46               | Guiño                              |  |

#### Códigos motores de cabeza
| Número de acción | Nombre de acción                          |  |
| ---------------- | ----------------------------------------- |  |
| 51               | Girar cabeza a la izquierda               |  |
| 52               | Girar cabeza a la derecha                 |  |
| 53               | Alzar la cabeza                           |  |
| 54               | Bajar la cabeza                           |  |
| 55               | Inclinación de la cabeza hacia la derecha |  |
| M55              | Inclinación de la cabeza a la izquierda   |  |
| 56               | Leve inclinación                          |  |
| M56              | Inclinación derivada en el cuello         |  |
| 57               | Head Forward                              |  |
| M57              | Empujar cabeza hacia adelante             |  |
| 58               | Empujar hacia atrás                       |  |
| M59              | Agitar cabeza hacia arriba y abajo        |  |
| M60              | Agitar cabeza de lado a lado              |  |
| M83              | Inclinación diagonal                      |  |

#### Códigos de movimiento ocular
| Número de acción | Nombre de acción                 |  |
| ---------------- | -------------------------------- |  |
| 61               | Mover ojos hacia la izquierda    |  |
| M61              | Ojos a la izquierda              |  |
| 62               | Mover ojos a la derecha          |  |
| M62              | Ojos a la derecha                |  |
| 63               | Ojos hacia arriba                |  |
| 64               | Ojos hacia abajo                 |  |
| 65               | Leucoma                          |  |
| 66               | Estrabismo                       |  |
| M68              | Deslizamiento ocular             |  |
| 69               | Fijar los ojos en otra persona   |  |
| M69              | Posicionamiento ocular y frontal |  |

#### Códigos de visibilidad
| Número de acción | Nombre de acción           |
| ---------------- | -------------------------- |
| 70               | Frente y cejas no visibles |
| 71               | Ojos no visibles           |
| 72               | Mentón no visible          |
| 73               | Rostro sin movimiento      |
| 74               | Indescifrable              |

#### Códigos de comportamiento bruto
Estos códigos están reservados para el registro de información sobre conductas manifiestas que pueden ser relevantes para las acciones faciales a calificar.
| Número de acción | Nombre de acción               |
| ---------------- | ------------------------------ |
| 40               | Estornudo                      |
| 50               | Discurso                       |
| 80               | Tragar                         |
| 81               | Masticar                       |
| 82               | Encogimiento de hombros        |
| 84               | Sacudir cabeza                 |
| 85               | Asentir con la cabeza          |
| 91               | Movimiento instantáneo         |
| 92               | Movimiento instantáneo parcial |
| 97*              | Temblar                        |
| 98*              | Barrido ocular                 |